# Махалово
Махалово — деревня в Городокском районе Витебской области Белоруссии. Входит в состав Межанского сельсовета.
Находится примерно в 6 км к северо-западу от более крупной деревни Межа.

## Население
- 1999 год — 18 человек
- 2010 год — 7 человек[3]
- 2019 год — 6 человек[1]